# Герман Шварц
Карл Герман Амандус Шварц (Німецька: [ˈhɛʁman ˈʃvaʁts] ; 25 січня 1843 — 30 листопада 1921) — німецький математик, відомий своєю роботою в комплексному аналізі.

## Біографія
Карл Герман Амандус Шварц народився в Гермсдорфі, Сілезія (нині Єжманова, Польща).
Навчався в гімназії в Дортмунді. Основним його захопленням у цей час була хімія. З метою більш глибокого її вивчення, він поступив у Берлінський технічний університет. Проте, через вплив відомих математиків Вейєрштрасса та Куммера (на дочці останнього Шварц одружився 30 червня 1912 року), увагу Шварца привернула математика, а точніше геометрія. Він захистив докторський ступінь з філософії в університету Берліну в 1864 році, його консультували Ернст Куммер та Карл Вайерштрас. У період з 1867 по 1869 р. Працював в університеті Галле, потім у Швейцарській федеральній політехніці. З 1875 року Працював в Геттінгенському університеті займаючись предметами комплексного аналізу, диференціальної геометрії та варіаційного числення. Помер у Берліні.

## Досягнення
Твори Шварца включають «Bestimmung einer speziellen Minimalfläche» [Архівовано 24 грудня 2019 у Wayback Machine.], який був схвалений Берлінською академією в 1867 році і надрукований в 1871 році, і «Gesammelte mathematische Abhandlungen» (1890).
Крім усього іншого, Шварц вдосконалив доведення теореми Рімана про відображення розробив особливий випадок нерівності Коші — Шварца і довів те, що куля має меншу площу поверхні, ніж будь-яке інше тіло з рівним об'ємом. Це доведення у майбутньому дозволило Емілю Пікару створити метод розв'язання диференціальних рівнянь (теорема Пікара — Лінделефа).
У 1892 році він став членом Берлінської академії наук та професором Берлінського університету, серед його студентів є такі відомі історичні постаті як Ліпот Феєр, Пол Кобі та Ернст Цермело. Загалом він консультував 20 аспірантів.
З його іменем пов'язують багато математичних ідей та методі, зокрема:
- Адитивний метод Шварца
- Метод чергування Шварца
- Похідна Шварца
- Ліхтар Шварца
- Лема Шварца
- Список Шварца
- Мінімальна поверхня Шварца
- Теорема Шварца (також відома як теорема Клер)
- Інтегральна формула Шварца
- Картографування Шварца – Крістофеля
- Теорема Піка (комплексний аналіз)
- Принцип симетрії Шварца
- Трикутник Шварца
- Карта трикутника Шварца
- Нерівність Коші-Буняковського.

## Публікації
- Schwarz, H. A. (1871), Bestimmung einer speziellen Minimalfläche, Dümmler, архів оригіналу за 3 квітня 2022, процитовано 24 грудня 2019
- Schwarz, H. A. (1972) [1890], Gesammelte mathematische Abhandlungen. Band I, II, Bronx, N.Y.: AMS Chelsea Publishing, ISBN 978-0-8284-0260-6, MR 0392470  Schwarz, H. A. (1972) [1890], Gesammelte mathematische Abhandlungen. Band I, II, Bronx, N.Y.: AMS Chelsea Publishing, ISBN 978-0-8284-0260-6, MR 0392470  Schwarz, H. A. (1972) [1890], Gesammelte mathematische Abhandlungen. Band I, II, Bronx, N.Y.: AMS Chelsea Publishing, ISBN 978-0-8284-0260-6, MR 0392470